# Spyros Meletzis
Spyros Meletzis (řecky Σπύρος Μελετζής; 20. ledna 1906, Ayii-Theodori, Imbros, Osmanská říše - 14. listopadu 2003, Athény, Řecko) byl řecký fotograf, známý jako fotograf řeckého odboje v letech 1941–1944.

## Životopis
Narodil se 20. ledna 1906 ve vesnici Ayii-Teodori na ostrově Imbros v chudé rodině. Po smrti svého otce, který zemřel během chřipkové epidemie v roce 1919, Meletzis, nejstarší ze šesti bratrů, zahájil svou kariéru ve 13 letech.
V roce 1923, po uzavření mírové smlouvy z Lausanno, kdy ostrovy Imbros a Tenedos, obývané převážně Řeky, byly kvůli blízkosti Dardanel ponechány Turecku, Meletzis, ve věku 17 let, kdy začala řecko - turecká výměna obyvatelstva, se rozhodl opustit svou vlast a přestěhovat se do nedalekého řeckého města Alexandrupoli, kde začal pracovat nejprve jako zaměstnanec a poté ve fotoateliéru Panayotoua, který byl jeho příbuzným.
Milníkem v jeho životě byla fotografie „Loďky na pobřeží Alexandrupoli“, která získala první cenu na výstavě ve městě Soluň v roce 1924.
V roce 1927 se Meletzis přestěhoval do Atén, kde studoval fotografii u Georgia Bukase (Γεώργιος Μπούκας), fotografa královské rodiny. Rok 1937 Meletzis strávil fotografováním řecké provincie Epirus.

## Národní odboj 1941–1944
Během trojité německo-italsko-bulharské okupace následoval Meletzis partyzány a působil v oblastech poloostrova Peloponés, Eurytánia (střední Řecko) a Thesálie. Meletzis je dnes nazýván fotografem Národního odporu.
Přestože se Meletzis věnoval fotografii od mládí, díla, která ho proslavila mezi tuzemskými fotografy, jsou díla, kde svým objektivem zachytil okupaci a odboj.
Německá vlajka nad Akropolí, lidé umírající hlady na ulicích Atén, partyzáni v řeckých horách a osvobození jsou náměty jeho fotografií, které se chlubí nejen svým historickým významem, ale také vysokou estetickou kvalitou.
Začátkem roku 1942 byl Meletzis na hoře Olymp, ve vesnici Karyes, kde fotografoval partyzánské oddíly a důstojníky Řecké lidové osvobozenecké armády (ELAS). V srpnu a září 1942 byl Meletzis otráven na pokyn Řecké fronty národního osvobození (EAM) na Peloponésu s cílem doručit jídlo do hladovějícího hlavního města. V únoru 1944 dostal Meletzis nótu od politbyra KKE (Komunistická strana Řecka) „dorazit do Svobodného Řecka“. "Falcon", jak byla jeho přezdívka, dorazil do obce Viniani v Euritánii a měl s sebou svou kameru a film 332.
Zde, v partizány osvobozených oblastech Řecka, zajal mimo jiné velitele Arise Velouchiotise a generála Stefanose Sarafise. Při osvobození Athén 12. října 1944 se Meletzis nacházel v horách středního Řecka.

## Prosinec 1944 a občanská válka 1946-1949
V listopadu 1944, měsíc po osvobození a několik dní před prosincovými událostmi, na ulici Korai, v centru Atén, stály fronty lidí čekajících na výstavu autorových fotografií. Výstava se konala na pokyn vedení KKE a zahrnovala fotografie partyzánů Řecké lidové osvobozenecké armády (ELAS), členů Horské vlády, veřejných organizací a EPON (Národní panhelénská mládežnická organizace). Byly to fotografie ještě čerstvých událostí.
Výstava byla uzavřena se začátkem prosincových bitev roku 1944 mezi formacemi ELAS na jedné straně a britskými jednotkami podporovanými pravicovými řeckými formacemi na straně druhé. Meletzis se pokusil vyfotografovat bitvy o Atény mezi ELAS a Brity, ale byl zatčen s fotoaparátem v rukou a poslán Brity do exilu v Egyptě, kde žil až do roku 1947. Po návratu do Athén se Meletzis neúspěšně pokusil zjistit osud svých exponátů z výstavy v prosinci 1944.
Tato díla Meletzis považoval za ztracená. Na jejich existenci se přišlo až v roce 1988. Fotografie z této výstavy byly objeveny po smrti rytce Thassose v roce 1985 jeho manželkou Lucií Magioroovu v manželově dílně a byly přeneseny do muzea Benaki.
Sám Meletzis v červenci 1945 ukryl (pohřbil) ve svém domě asi 2200 filmů a teprve po 30 letech se rozhodl je zveřejnit. Tyto fotografie byly součástí jeho prvního knižního alba S partyzány v horách.

## Poválečná práce
V roce 1948 Meletzis fotografoval město Alexandroupolos a ostrov Samothraké naproti své domovině, ostrově Imbros.
Kvůli svému levicovému přesvědčení a účasti v odboji čelil Meletzis v prvních letech po skončení občanské války v letech 1946–1949 potížím při hledání zaměstnání. Meletzis fotografoval archeologická naleziště a muzea, ale již v 50. letech fotografoval politiky jako byli například: Karamanlis, Konstantinos, Rallis, Georgios, Papandreou, Georgios, arcibiskup Makarios, jeho krajan - imbriot arcibiskup Jacob a další.
V roce 1953 byla Meletzisova díla představena na výstavách ve městech Rochester, Birmingham a Buenos Aires. V letech 1955 až 1957 na základě smlouvy s ministerstvem dopravy a výstavby fotografoval staveniště od Peloponésu po Thrákii.

## Výstavy
První poválečná výstava Meletzise se konala ve španělském městě Valencii. Stejná výstava, kterou uspořádalo Muzeum moderního umění ve Valencii ve spolupráci s Muzeem fotografie v Soluni, se konala v roce 2008, 5 let po smrti Meletzise v Aténách a Soluni. Výstava se konala pod názvem Spyros Meletzis. Odboj v horách 1942-1944 a zahrnovala 190 fotografií vytištěných samotným Meletzisem v období 1942–1944. a některé fotografie z let 1944 a 1970.

## Knihy a alba
- S partyzány v horách - Με τους αντάρτες στα βουνά, Σπύρος Μελετζής, 1974.
- Imbros, fotoalbum - Ίμβρος, Φωτογραφικό λεύκωμα για την Ίμβρο, Σπύ.ρος Με΅μττΑΕής,ΑΑμττΑζας,ίΑρο
- Ithaka očima Spyrose Meletzise - Ιθάκη με τη ματιά του Σπύρου Μελετζή, Οδύσσεια ΔίΔτυο Δίκτυο Δίκτυο
- Pořizování snímků pana Thesprotia - Φωτογραφίζοντας την Θεσπρωτία, Τοπική Έκδοση Δήμου και ήτον και ήτον και ήτον και Θεσπρωτίας, 2004.
- Thrákie, z archivu Spyrose Meletzise - Θράκη από το αρχείο tou Σπύρου Μελετζή, κείμενο Νίνα Κασσιανού, Έκδοση Περιφέρειας Ανατολικής Μακεδονίας dhe Θράκης, Εθνολογικό Μουσείο Θράκης, Εκδόσεις Καστανιώτη, ISBN 960-03-4116-8, 2005.